# باتسي دونوفان
باتسي دونوفان (بالإنجليزية: Patsy Donovan)‏ هو لاعب كرة قاعدة أمريكي، ولد في 16 مارس 1865 في كوف في جمهورية أيرلندا، وتوفي في 25 ديسمبر 1953 في لورانس في الولايات المتحدة.

## وصلات خارجية
- باتسي دونوفان على موقعبيزبول رفرنس.كوم (الدوري الرئيسي) (الإنجليزية)
- باتسي دونوفان على موقعبيزبول رفرنس.كوم (الدوري الثانوي) (الإنجليزية)